# Refugio Casa de Piedra
El Refugio Casa de Piedra o Casa de Piedra está situado junto al Balneario de Panticosa en el valle de Tena en el término municipal de Panticosa, en la comarca del Alto Gállego, en la provincia de Huesca, Aragón, a 1630 m de altitud.
Es un refugio de montaña guardado todo el año con 88 plazas en habitaciones fue inaugurado el 1985. Es titularidad del Ayuntamiento de Zaragoza cedido a la Federación Aragonesa de Montañismo (FAM). Se accede en 5 horas desde el refugio de Respomuso por el Coll de Tebarrai y también 5 horas desde el refugio de Wallon.

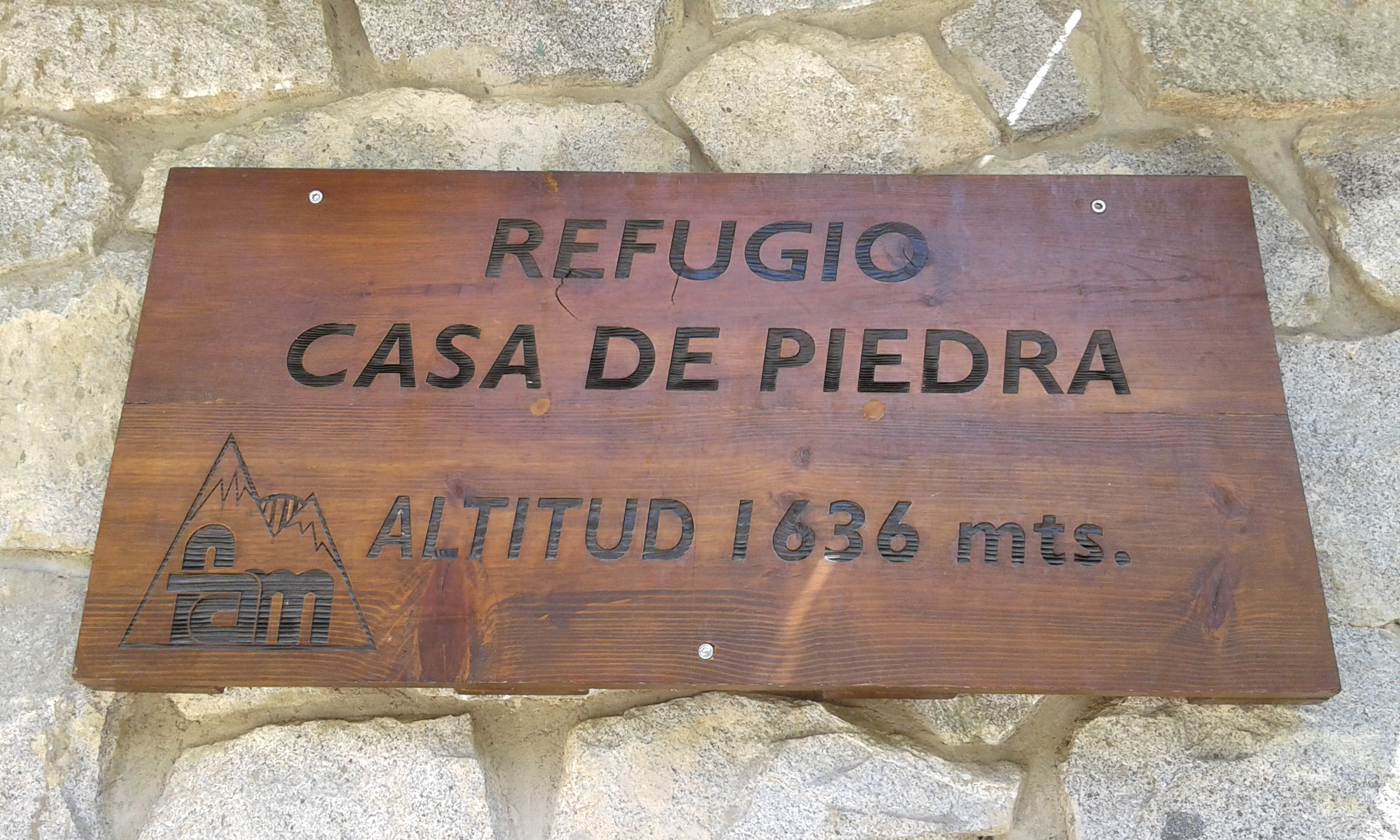

## Actividades
Es punto de partida para muchos excursionistas, a los ibones de Bramatuero, Bachimaña, Azules y Pondiellos, practicar senderismo por el GR 11, ascensiones a cumbres como la Argualas, Arnales, picos Infierno occidental, oriental y central. Se puede combinar la estancia con el refugio de los Ibones de Bachimaña a 2.200 m.